# Ischnodoris
Ischnodoris is een geslacht van vlinders van de familie dominomotten (Autostichidae), uit de onderfamilie Autostichinae.

## Soorten
- I. chlorosperma Meyrick, 1929
- I. sigalota Meyrick, 1911